# Juneda (kommunhuvudort)
Juneda är en kommunhuvudort i Spanien.   Den ligger i provinsen Província de Lleida och regionen Katalonien, i den östra delen av landet, 400 km öster om huvudstaden Madrid. Juneda ligger 267 meter över havet och antalet invånare är 3 048.
Terrängen runt Juneda är platt åt nordost, men åt sydväst är den kuperad.Runt Juneda är det ganska glesbefolkat, med 23 invånare per kvadratkilometer. Närmaste större samhälle är Lleida, 18,4 km väster om Juneda. Trakten runt Juneda består till största delen av jordbruksmark.